# Les Risques du métier (album)
Pour les articles homonymes, voir Les Risques du métier.
Albums de Bénabar
Bénabar
(2001) Reprise des négociations
(2005)
Singles
1. Monospace
Sortie : 2003
2. Je suis de celles
Sortie : 2003
3. Dis-lui oui
Sortie : 2004

Les Risques du métier est le troisième album de Bénabar. Il est sorti en 2003.
Il est récompensé en 2004 par une Victoire de la musique dans la catégorie « album de chansons, variétés ».

## Liste des pistes
| No  | Titre                                  | Durée |
| --- | -------------------------------------- | ----- |
| 1.  | Monospace                              | 2:25  |
| 2.  | Dis-lui oui                            | 3:23  |
| 3.  | Paresseuse                             | 3:31  |
| 4.  | Je suis de celles                      | 3:26  |
| 5.  | Vade retro téléphone                   | 3:09  |
| 6.  | L'Itinéraire                           | 3:09  |
| 7.  | Sac à main                             | 3:20  |
| 8.  | La Station Mir                         | 3:40  |
| 9.  | La Coquette                            | 2:40  |
| 10. | Les Mots d'amour                       | 3:09  |
| 11. | Monsieur René                          | 2:49  |
| 12. | Le Zoo de Vincennes                    | 3:53  |
| 13. | Le Slow (Bonus sur certaines éditions) | 7:54  |